# Tanakia
A Tanakia  a csontos halak (Osteichthyes) főosztályának sugarasúszójú halak (Actinopterygii)  osztályába, a pontyalakúak (Cypriniformes) rendjébe, a pontyfélék (Cyprinidae) családjába, és az Acheilognathinae alcsaládjába tartozó nem.

## Rendszerezés
A nemhez az alábbi 5 faj tartozik.
- Tanakia lanceolata (Temminck & Schlegel, 1846)
- Tanakia limbata (Temminck & Schlegel, 1846)
- Tanakia himantegus (Günther, 1868)
- Tanakia shimazui (Tanaka, 1908)
- Tanakia tanago (Tanaka, 1909)